# Мугамба (комуна)
 Мугамба — одна з комун найбільшої провінції Бурунді, Бурурі.. Центр — однойменне містечко Мугамба. Тут знаходиться 30 «колін, пагорбів» (colline).